# 생트 빅투아르산
〈생트 빅투아르산〉(Mont Sainte-Victoire)은 폴 세잔이 생트 빅투아르산을 그린 연작 그림이다. 세잔은 조형(造型)에 대한 강한 과제로서, 사과나 정물의 단조한 모양을 싫증내지 않고 추구하고 있는데, 한편으로는 대자연의 생생한 힘의 표현으로서, 동시에 조형의 가장 복잡한 소재로서 고향의 생트 빅투아르산을 되풀이하여 그리고 있다.
생트 빅투아르 산은 어떤 때는 접근하여 산의 표면을 거칠게 하고, 어떤 때는 전망을 앞으로 하여 우뚝 솟게 그리고 있다. 화면에서는 모퉁이에 있는 밭에서 멀리 바라다보이는 육교까지, 넓은 전망이 아주 팽팽하게 그려져 있다. 산은 자색을 띠고 있는데, 묘사는 일전(一轉)하여 전경(前景)의 소나무는 가지가 뻗고 가지는 움직여 공간이 진동하듯 그려져 있다. 자연은 세잔에게 있어서는 엄숙하고, 그것은 두려운 힘인 것이다. 그 엄숙함을 어떤 모양으로 나타낼 것인가, 세잔은 그 새로운 문제에 모든 힘을 쏟는다. 그 철저한 추구는 세잔의 제작에 타협을 용납하지 않는다.
그가 풍경에서 찾는 것은 이른바 재미있는 정경은 아니다. 그는 서정이나 도취를 멀리하고, 긴박한 자연을 재현한다. 이 화면에서도, 푸른 하늘과 산과 땅에, 색채는 눈을 씻듯 신선하지만, 신선을 넘어서 작품은 어떤 정신의 깊이를 전해 주고 있다. 세잔은 정물에서 물체의 존재의 존엄성을 찾고, 풍경에서는 자연의 엄격을 찾았으나, 근대 회화에서 그의 제작만큼 정신의 높이를 가르쳐 주는 작품도 없다.

## 갤러리

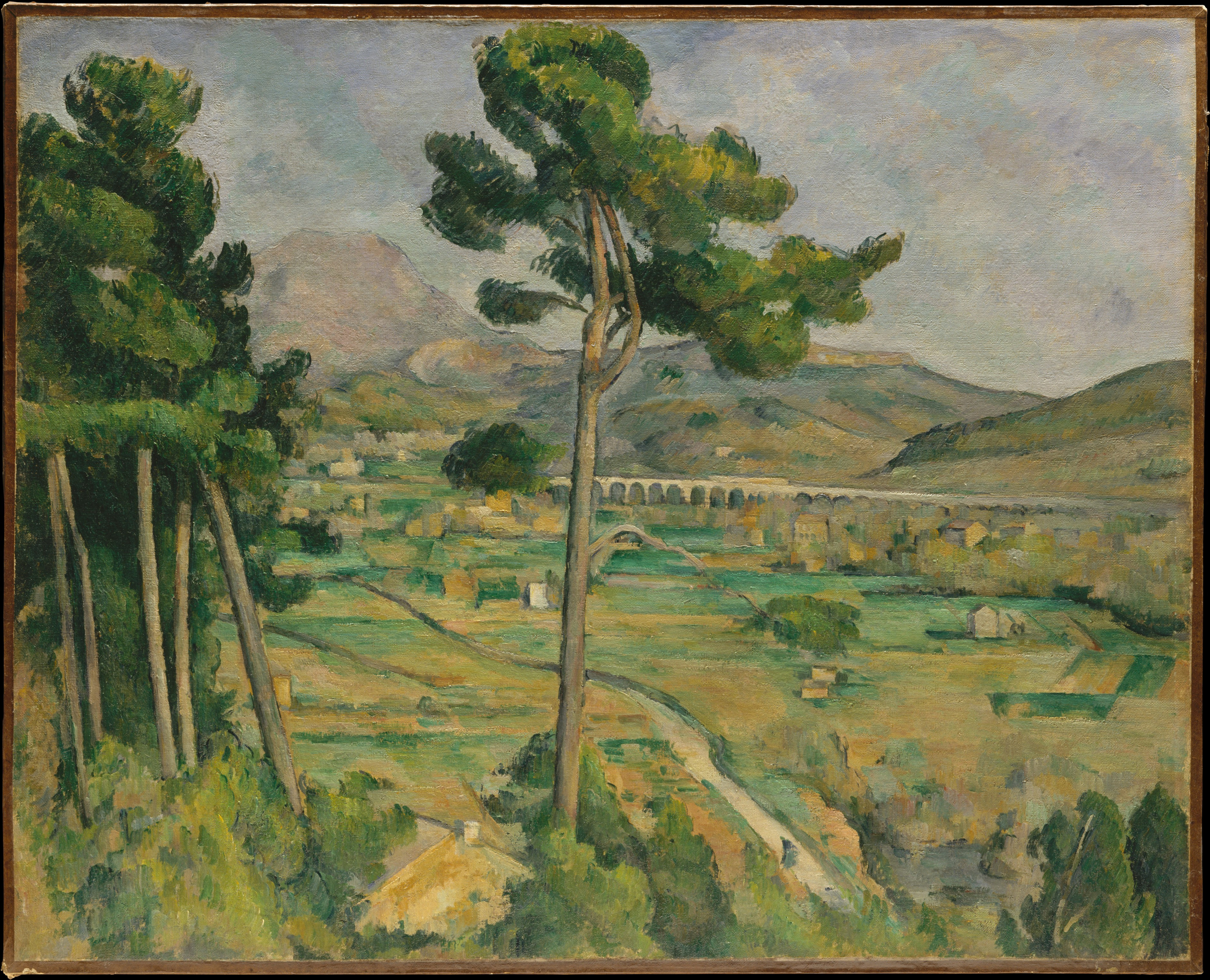
Mont Sainte-Victoire and the Viaduct of the Arc River Valley (1882 –1885), Metropolitan Museum of Art
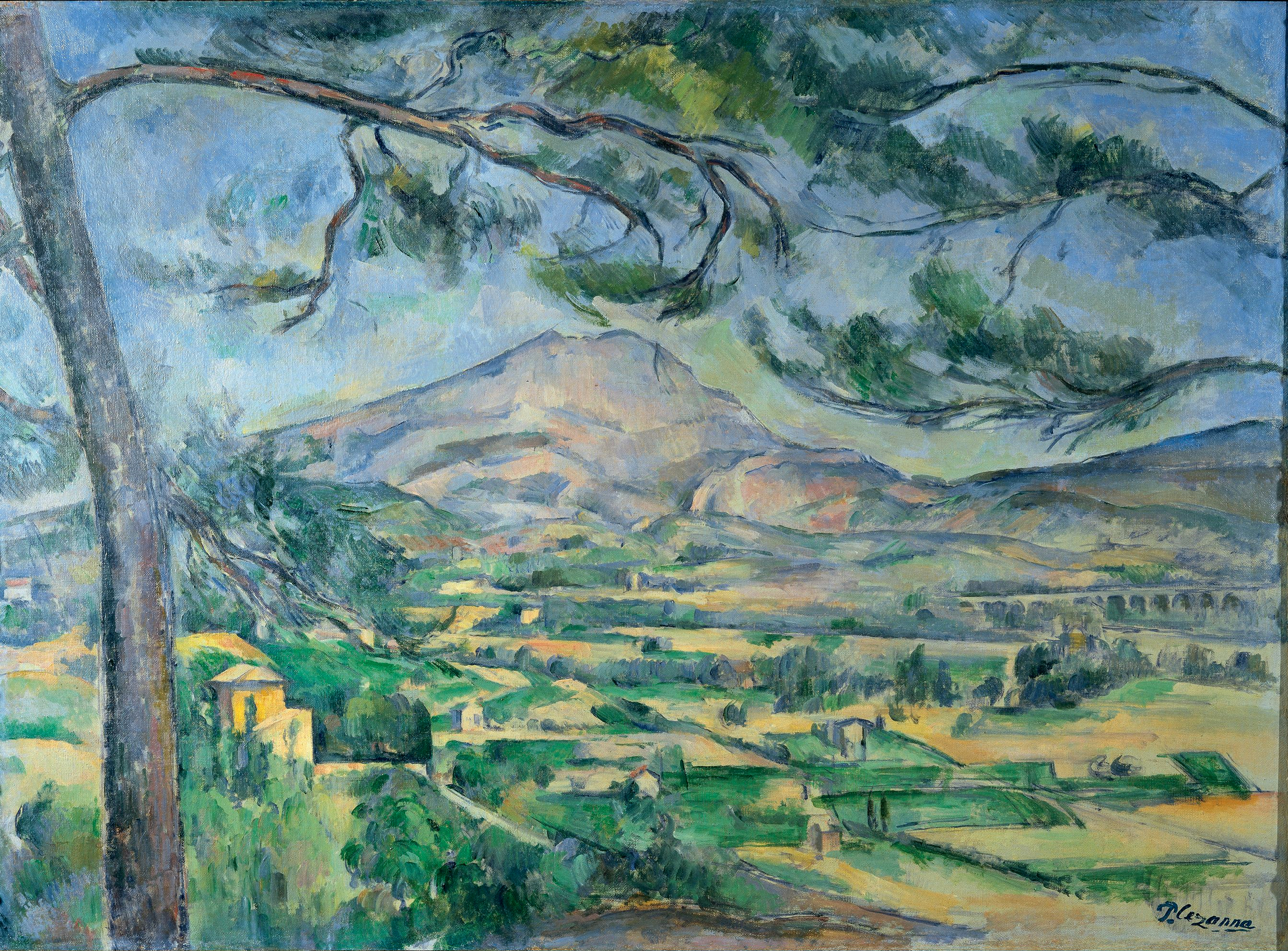
Mont Sainte-Victoire with Large Pine  (c. 1887), Courtauld Institute of Art
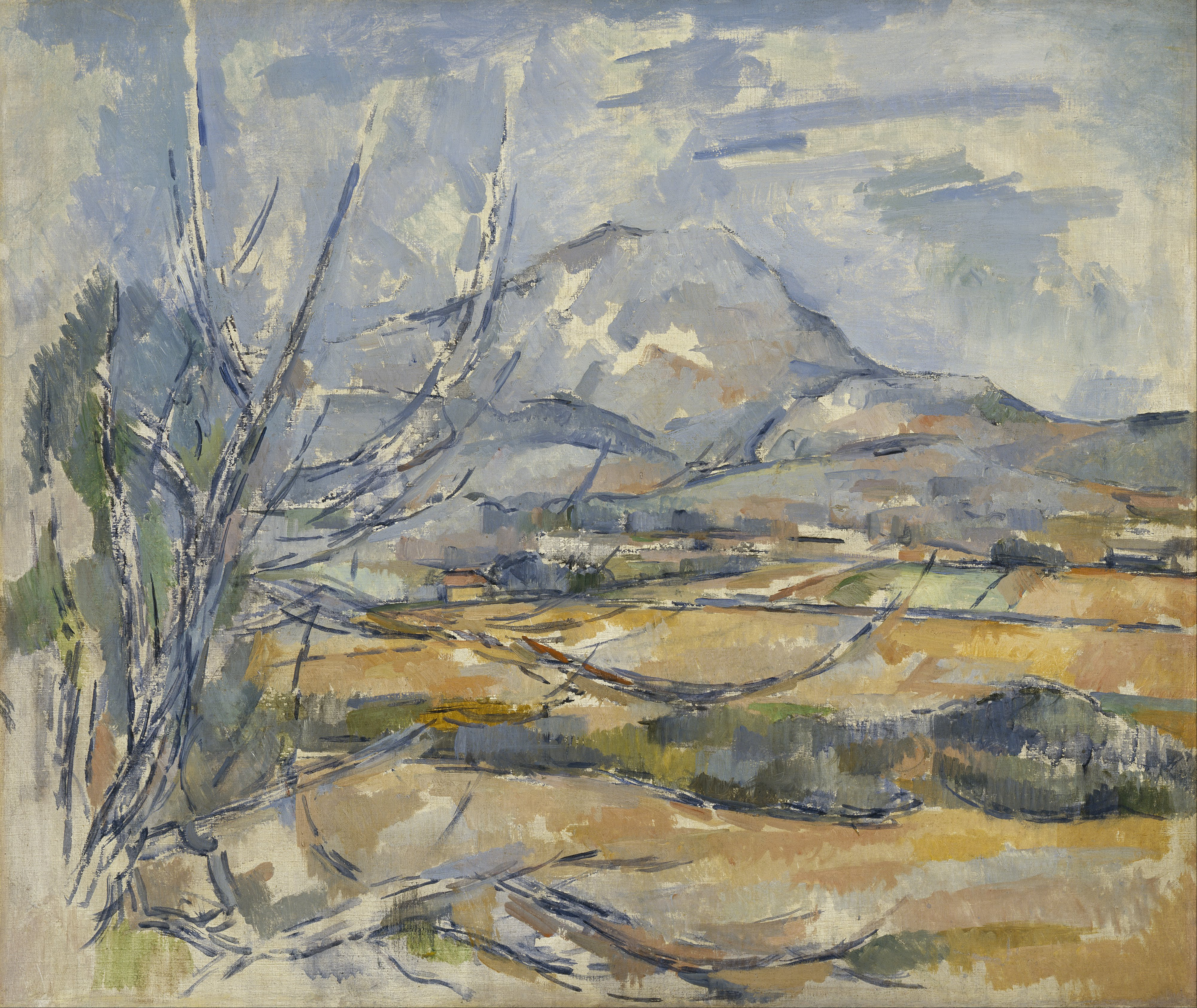
Montagne Sainte-Victoire, 1890, Scottish National Gallery
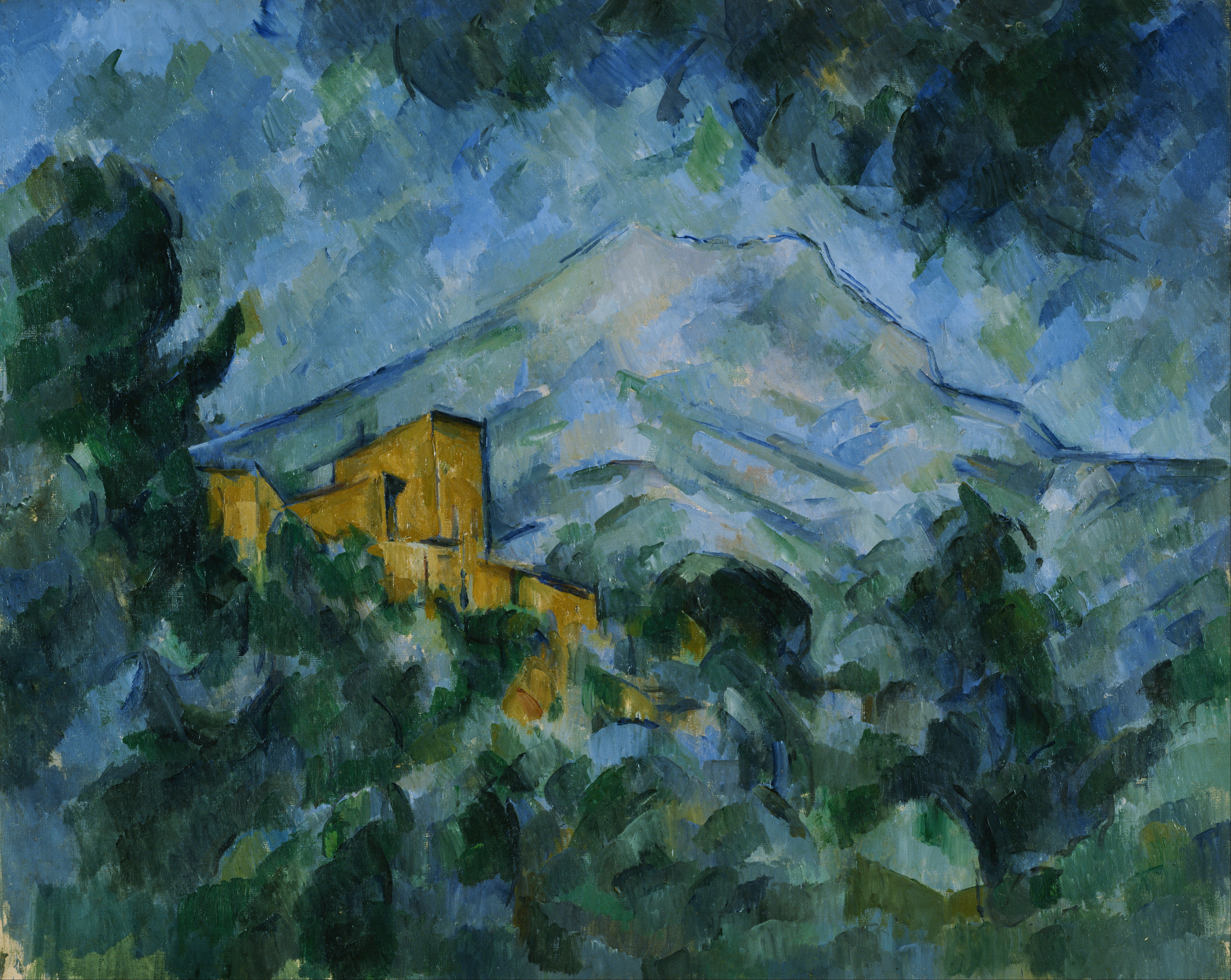
Mont Sainte-Victoire and Château Noir, 1904–06, Bridgestone Museum of Art
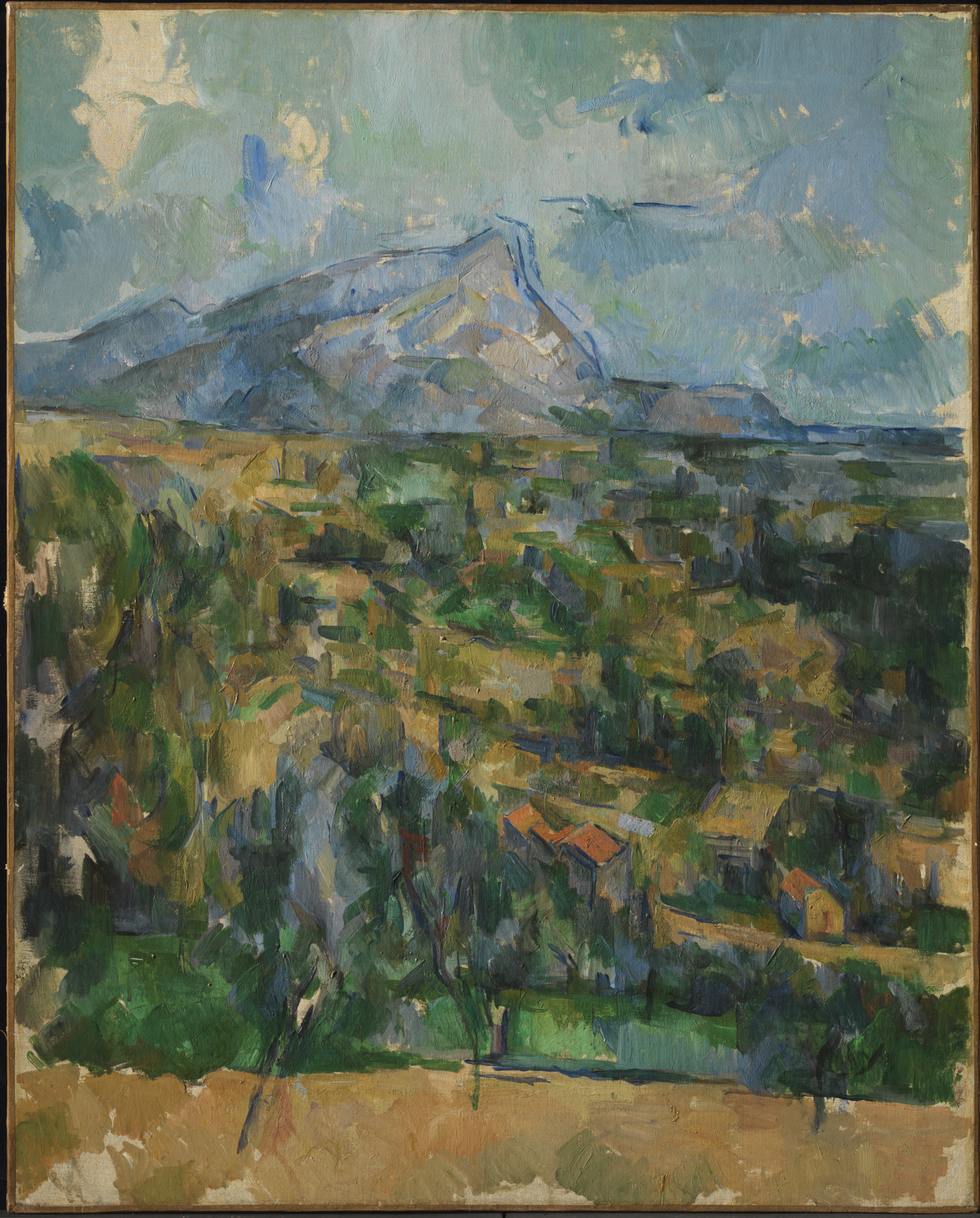
Mont Sainte-Victoire, 1904-06, Princeton University Art Museum